# Smolyan Point
Smolyan Point är en udde i Antarktis. Den ligger i Sydshetlandsöarna. Argentina, Chile och Storbritannien gör anspråk på området.
Terrängen inåt land är lite kuperad. Havet är nära Smolyan Point åt sydväst. Trakten är glest befolkad. Närmaste befolkade plats är St. Kliment Ohridski Base, 4,3 kilometer öster om Smolyan Point. 